# Familia Philips

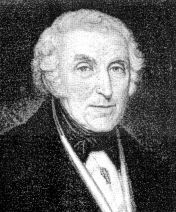
Retrato de Benjamin Philips.

Philips es el nombre de la familia patricia neerlandesa, conocida por fundar la compañía Philips Electronics. 

## Historia
El primer miembro conocido de la familia es Philip Philips, un comerciante judío nacido alrededor de 1710 que vino a los Países Bajos desde Renania del Norte-Westfalia y se casó con Rebecca van Crefelt. Su hijo Benjamin Philips (1767 - Zaltbommel) construyó una fortuna vendiendo tabaco. El hijo de Benjamin, Lion (1794-1866) se casó con Sophie Pressburg, una tía de Karl Marx; La hermana de Sophie era la madre de Karl Marx, Henriette Pressburg. Benjamin, Lion y sus respectivas familias se convirtieron al cristianismo en 1826. La hija de Lion, Antoinette "Nannette" (o Netchen) Leonore Jeannette Roodhuijzen fue la destinataria de muchas de las cartas de su primo Karl Marx (por ejemplo,) y más tarde, miembro de la sección holandesa de la Internacional.
El hijo de Lion, Frederik Philips, era un banquero comerciante que financió la creación de la compañía de iluminación Philips, dirigida por su hijo Gerard Philips. Después de unos años, Gerard se unió a su hermano menor, Anton Philips, que revolucionó la fortuna de la empresa. Anton fue sucedido por su yerno Frans Otten, quien estaba casado con la hija mayor de Anton. Después del estallido de la guerra en 1940, Anton huyó a Inglaterra en una camioneta blindada junto con la princesa Juliana y varios otros miembros de la familia real holandesa. Frans Otten también pasó la guerra en el exilio. El único hijo de Anton, Frits Philips, permaneció en Holanda durante la ocupación alemana para proteger a sus empleados, algunos de los cuales eran judíos, y también evitar que la compañía fuera utilizada para fabricar armas para los alemanes. Frits luego sucedió a su cuñado Frans Otten como jefe de Philips. Cuando Frits se retiró, su otro cuñado, Henk van Riemsdijk, ocupó su lugar. Se rumoreaba que Frits continuó ayudando a dirigir la empresa después de su retiro oficial. 
Frans Otten Jr. y Warner Philips Jr., bisnietos de dos ex CEO, cofundaron una nueva compañía de iluminación (Lemnis) que no tiene conexión con la compañía Philips y no se le permite usar el nombre de Philips. Según el execonomista e historiador de la familia Warner Philips, ningún miembro actual de la familia tiene conexión comercial con la compañía, las acciones que alguna vez fueron propiedad de la familia se vendieron hace mucho tiempo para financiar la expansión.

## Miembros notables
- Lion Philips (1794-1866), traficante de tabaco y amigo de Karl Marx
- Sophie Pressburg, (1797-1854), esposa de Lion Philips y tía de Karl Marx

Hijo de león y Sophie Philips:
- Frederick Philips (1830-1900), financiero y cofundador de Philips Electronics

Hijos de Frederik Philips:
- Gerard Philips (1858–1942), cofundador de Philips Electronics. CEO de 1891 a 1922
- Anton Philips (1874-1951), se unió a Philips Electronics en 1912 y CEO de 1922 a 1939

Hijos de Anton Philips:
- Frans Otten (1895-1969), yerno de Anton. CEO de Philips Electronics de 1939 a 1961
- Frits Philips (1905-2005), director de Philips Electronics desde 1935. CEO de 1961 a 1971
- Henk van Riemsdijk  (1911-2005), yerno de Antón. CEO de Philips de 1971 a 1977